# Бурнево (Ленинградская область)
Бурнево (до 1948 года Норсниеми, фин. Norsniemi) — посёлок в Приозерском городском поселении Приозерского района Ленинградской области.

## Название
В прямом переводе с финского Норсниеми означает «слоновый мыс», однако, более убедительным представляется вариант перевода «корюшкин мыс», как производное от слова norssi — «корюшка».
По решению исполкома райсовета в январе-феврале 1948 года деревне Норсниеми было присвоено наименование Слоновая, которое являлось прямой калькой с финского. В июле 1948 года по настоянию комиссии по переименованию исполком райсовета изменил свое решение и присвоил деревне название Трудовая. 5 августа 1948 года комиссия по переименованию в третий раз изменила название населенного пункта на Бурнево.
Окончательно последнее переименование было закреплено Указом Президиума Верховного Совета Российской Федерации от 13 января 1949 года.

## История
С марта 1917 года деревня Норсниеми находилась в составе волости Каукола Выборгской губернии Финляндской республики.
С января 1940 года — в составе Карело-Финской ССР.
С 1 августа 1941 года по 31 июля 1944 года финская оккупация.
С 1 ноября 1944 года деревня Норсниеми учитывалась в составе Норс-Йокского сельсовета Кексгольмского района.
С 1 октября 1948 года — в составе Ларионовского сельсовета Приозерского района.
С 1 января 1949 года деревня Норсниеми стала учитываться как посёлок Бурнево в составе Ларионовского сельсовета Приозерского района.
С 1 февраля 1963 года — в составе Ларионовского сельсовета Выборгского района.
С 1 января 1965 года — вновь в составе Ларионовского сельсовета Приозерского района. В 1965 году население посёлка составляло 168 человек.
По данным 1966, 1973 и 1990 годов посёлок Бурнево входил в состав Ларионовского сельсовета.
В 1997 году в посёлке Бурнево Ларионовской волости проживали 45 человек, в 2002 году — 66 человек (русские — 98 %).
В 2007 году в посёлке Бурнево Приозерского ГП проживали 18 человек, в 2010 году — 12 человек.

## География
Посёлок расположен в северной части района на автодороге А121 «Сортавала» (Санкт-Петербург — Сортавала — автомобильная дорога Р-21 «Кола»).
Расстояние до административного центра поселения — 9 км.
Расстояние до ближайшей железнодорожной станции Приозерск — 14 км.
Посёлок находится на северном берегу Лебединого озера.

## Демография
| 2007 | 2010 | 2017 |
| ---- | ---- | ---- |
| 18   | ↘12  | →12  |

## Улицы
Лесной квартал, Налимовка.